# Agozzino
Agozzino è un cognome di lingua italiana.

## Varianti
Agozino, Aguzzini, Algozini, Algozino, Algozzini, Algozzino.

## Origine e diffusione
Potrebbe derivare dal mestiere omonimo, praticato in epoca medioevale, derivato dall'arabo alwazīr e dallo spagnolo alguazir, "luogotenente". A Genova, il nome Agozinus o Aguxinus è attestato nel XII secolo.